# Арські князі
А́рські князі́ — татарські і удмуртські аристократичні князівські роди.
Походження князів остаточно не встановлено. Низка відомих російських вчених вважають їх удмуртськими князями — представниками аристократичної адміністрації Казанського ханства (О. А. Спіцин), отатареними удмуртськими вельможами (С. В. Бахрушин). На думку М. Г. Худякова, поряд із чуваськими, марійськими та мордовськими арські князі складали групу «чужих князів». Вони володіли наділами у Арській землі та займали найвидатніше місце серед визнаних вельмож Казанського ханства. Доволі рано прийняли іслам, володіли татарською мовою.

«Строительство крепости на реке Мёша восставшими арскими людьми и марийцами». Мініатюра Лицьової літописної збірки XVI століття

Арські князі відігравали помітну роль в політичному життя ханства. Частина з них, відомих пізніше як каринські арські (каринські) князі, не пізніше кінця XIV століття разом з підвладними ним південними удмуртами (арянами) та бесерм'янами (чювашою) опинились на В'ятці, в околицях села Карино. В російських літописах арські князі вперше згадуються в 1489 році, коли після взяття міста Хлинів військами Івана III були приведені до присяги (шерті) на вірність московському великому князю. Разом з іншими відомими в'ятчанами арські князі були вивезені у Москву, але швидко і повернуті (в 1490 році), їм даровані земельні володіння за умови несення військової та дипломатичної служби. Помістя каринських князів були звільнені від платежів та повинностей, вмішування місцевої адміністрації та великокнязівського суду, окрім випадків особливо небезпечних кримінальних справ. Арські князі допомагали міграції південних удмуртів в межі В'ятської землі, несли прикордонну службу, брали участь в походах на Астраханське та Казанське ханства і придушення повстань казанських людей.
Арські князі, які залишились в межах Казанського ханства, займали промосковську орієнтацію не без дії в'ятських родичів — каринських князів. В 1496 році вони очолили повстання проти ставленика антимосковського угрупування сибірського царевича Мамука і домоглись вигнання його з ханства. В 1531 році рішення про введення на казанський престол нового московського ставленика хана Шах-Алі було узгоджено з гірськими і лучними марійцями та арськими князями, які представляли інтереси арян — південних удмуртів. Серед трьох найвпливовіших представників Казанського ханства арський князь Богодан (Багаутдин) в березні 1552 року брав участь в перемовинах з Москвою про безумовне підпорядкування Казані волі Російської держави.
У зверненні казанців влітку 1552 року кримському хану арські князі були виділені в особливу групу «жучих вельмож». Яскраво проявили себе в ході казанського взяття в серпні-жовтні 1552 року. В числі трьох полководців, яким Казань поручила командування військами, що лишились за межами осадженого міста, був арський князь Явуш. Успішні та узгоджені з осадженими дії князів Явуша та Япанчі примусили Івана IV виділити особливий військовий контингент для їхнього розгрому, а потім — для взяття Арської землі та міста Арська. Після дводенного штурму Арськ пав, в полон потрапили 12 арських князів, які очолювали оборону фортеці. Всі вони були страчені перед стінами Казані.
Багато арських князів загинуло і в ході придушення повстань 1552—1557, 1572—1574 та 1582—1584 років. Незначна частина (наприклад, Яушеви) увійшли в склад служивих Російської держави, закріпивши за собою старі землі або отримали нові помістя. В 1583—1588 роках уряд відмовив у послугах каринським князям, звільнив залежних від них селян і зрівняв їх з чорносошними селянами. В кінці XVI-на початку XVII століття частина колишніх каринських князів переселилась в Терсинську волость Казанського повіту — батьківщину арських князів Яушевих та в Уфимський повіт.